# Gábor Boldoczki
Gábor Boldoczki, né en 1976 à Szeged, en Hongrie, est un trompettiste hongrois prodige, dont le journal allemand Süddeutsche Zeitung dira qu’il est le successeur du « roi » Maurice André qui avait redonné ses lettres de noblesse à la trompette dans la musique dite classique. Il vit aujourd'hui à Budapest.

## Débuts
Dès l'âge de 14 ans, Gábor Boldoczki remporte déjà un concours national de trompette en Hongrie... Il obtient son diplôme à l'Académie Franz Liszt de Budapest, où il profite de l’enseignement de Reinhold Friedrich.
En 1996, Gábor Boldoczki termine 1er au prestigieux Concours International CIEM de Genève. 
En 1997, à l'âge de 21 ans, il gagne la bourse de la Fondation Musicale Européenne Yamaha à Budapest. Il remporte ensuite le Concours International de Pilisvörösvár (Hongrie), ainsi que le Concours du Printemps de Prague. Il complète son palmarès en gagnant les deux concours les plus prestigieux : l'ARD de Munich, ainsi que le Concours Maurice André de Paris.
En 2002, il est nommé Jeune Artiste de l’Année par un jury où prenaient place des personnalités comme Christoph Eschenbach et Peter Ruzicka. En 2003, il obtient le prix Echo Classic de l’industrie phonographique allemande.

## Renommée internationale
Il est sollicité pour se produire avec des orchestres et des partenaires renommés, et il est le premier trompettiste à être invité au Festival de Salzbourg pour y jouer les concertos de Michael Haydn.
Gabor Boldoczki a joué dans beaucoup d'orchestres prestigieux en Europe, dont on peut noter : 
- Orchestre philharmonique tchèque
- Orchestre du Festival de Budapest
- Orchestre national de Hongrie
- Orchestre de la Radio bavaroise
- Orchestre philharmonique de Berlin
- Philharmonie de chambre de Brême
- Sinfonia Varsovia
- Mozarteum de Salzbourg
- Camerata de Salzbourg
- Orchestre du Gewandhaus de Leipzig
- Orchestre philharmonique de Strasbourg
- Orchestre philharmonique de Cannes
- Orchestre Gulbenkian à Lisbonne

Il a aussi donné une série de concerts avec la soprano Edita Gruberová.

## Style
Digne successeur de Maurice André, Gábor Boldoczki est le nouveau « roi de la trompette ». 

« Je n'ai jamais eu beaucoup de contacts avec mon maître spirituel Maurice André, car il ne savait pas trop parler l'allemand et l'anglais, mais je me souviens de la plus belle phrase qu'il ait dite de moi lors de ma présentation au concours en 1997 : « Vous allez entendre jouer le concert de Tomasi comme j'ai toujours voulu le jouer ». »

Pour ce jeune prodige hongrois, la trompette est bien plus qu’un instrument festif. Son jeu est empreint d’une extrême sensibilité et douceur. Même dans les tessitures les plus aiguës, sa trompette reste suave, elle n'est jamais cassante, le phrasé respire, la tonalité varie seulement : « Jouer de la trompette, c'est comme exercer un sport à très haut niveau, si vous prenez la pression moyenne d'un pneu de voiture, elle est environ à 2,2 bars, pour un trompettiste, dans les notes les plus aiguës, elle se situe vers 1,8 bars », dit-il.
La pièce maîtresse du Maestro est le concerto pour trompette en mi-bémol majeur de Joseph Haydn, accompagné par la philharmonie austro-hongroise Haydn sous la direction d'Ádám Fischer. Gábor Boldoczki y interprète également des extraits du concerto pour trompette et orchestre en mi majeur de Johann Nepomuk Hummel, de la sonate en ré majeur de Georg Philipp Telemann, du concertino en ut majeur pour trompette et cordes de Gaetano Donizetti, ainsi que « Fanfare », le 4e mouvement de « Solus » de Stanley Friedman, composé en 1975. 

« Pour moi, il est très important de mettre mon savoir-faire au service de l'interprétation, et non de la musique pour démontrer ce que je sais faire. »

## Créations
Gabor Boldoczki a créé de nombreuses œuvres de musique contemporaine. Il a ainsi créé avec Gidon Kremer et la Kremerata Baltica, Révélation de Georg Peleci au Festival Les Musiques de Bâle. Au Festival de Dubrovnik, il a créé le Concerto pour trompette de Boris Papandopulo.
Gabor Boldoczki et le Sinfonia Varsovia ont fait une tournée européenne en novembre et décembre 2008, tournée dont le premier concert a eu lieu au Musikverein de Vienne.

## Télévision
La chaîne de télévision franco-allemande Arte, a diffusé le dimanche 23 mai 2010, un documentaire qui présente cet artiste, intitulé, L'art de la trompette.

## Discographie
Gábor Boldoczki a enregistré plusieurs disques, la plupart sous l'étiquette Sony Classical :
- Gábor - Œuvres de Bach, Vivaldi, Telemann, Beethoven, Mozart - Orchestre de chambre Franz Liszt, dir. J. Rolla (Sony Classical 210024-2)
- Gábor - Concertos de M. Haydn, J. Haydn, Mozart, Hummel - Zurich Chamber Orchestra, dir. H. Griffiths (Sony Classical 5185792).
- Italian Concertos - Œuvres de Vivaldi, Cimarosa, Donizetti, Bellini - I Musici di Roma (Sony Classical 2876871552)
- Concertos - Œuvres de Händel, Telemann - Sinfonia Varsovia (Sony Classical 88697141222)
- Vukan ou Wine dark See dans « Tangerine Moon » - Bolero Wind Ensemble et Györ Percussion Group, dir. G. Vukán (Hungaroton Classics HCD 32537)
- Gloria - Œuvres de Bach, Händel, Purcell (Sony Classical 88697403832)
- Révélation / Peleciz - J. Sipkevic, Katia Skanavi ; Kremerata Baltica (Megadisc MDC 7797)